# Кебур Забанга
Кебур Забанга (правильнее — Забанья или Зебенья; амх. ክቡር ዘበኛ; рус. «Почётная Гвардия») — императорская гвардия в Эфиопской империи. Также известное как Первая дивизия, это подразделение служило как для обеспечения личной безопасности императора Эфиопии, так и для участия в боевых действиях в качестве элитной пехотной дивизии. Но, несмотря на это, Кебур Забанга подчинялась не командованию Императорской армии, а Зебанге — эфиопской жандармерии. Местом дислокации подразделения была Аддис-Абеба, столица Эфиопии.

## История
Историк-эфиопист Ричард Панкхёрст датирует учреждение Кебур Забанги 1917 годом. Именно в этом году рас Тэфэри Мэкконнын, регент при императрице Заудиту, а впоследствии император Хайле Селассие, набрал отряд эфиопских мужчин и отправил на территорию современной Кении для обучения их британскими специалистами. В формировавшуюся императорскую гвардию также вступили несколько человек, служивших у итальянцев в Триполи.
В 1930 году, став императором, Хайле Селассие пригласил в Эфиопию бельгийскую военную миссию с целью дальнейшей модернизации императорской армии. Отдельную подготовку проходила будущая Кебур Забанга. Это подразделение состояло из трёх батальонов регулярной пехоты, хорошо обученной, вооружённой винтовками, пулемётами и миномётами, а также одной тяжелой пулемётной роты. В один из батальонов входили бывшие члены Мехал Сефари (императорской гвардии, учреждённой при Менелике II). Командовали батальонами эфиопы — выпускники французской военной академии Сен-Сир.
Во время Второй итало-эфиопской войны Кебур Забанга как единое целое приняла участие только в роковой для Эфиопии битве при Майчоу, в которой императорские войска были окончательно деморализованы и разбиты. После этого гвардейцы разбились на несколько отдельных групп, продолжая сопротивление вплоть до полной оккупации Эфиопии итальянскими войсками. Когда началась Вторая мировая война, большинство из этих групп присоединились к эфиопскому сопротивлению, сотрудничая с силами союзников.
После возвращения Хайле Селассие в Эфиопию и разгрома стран Оси Кебур Забанга была воссоздана. На этот раз к подготовке подразделения были привлечены военные специалисты из Швеции. Во время войны в Корее Кебур Забанга входила в состав объединённых сил ООН, сражавшихся на стороне Южной Кореи.
Как отметил историк Бахру Зевде, Кебур Забанга была «элитными войсками империи, пока не дискредитировала себя в результате попытки государственного переворота 1960 года». Неудавшийся мятеж против императорской власти в декабре 1960 года был запланирован командиром гвардии, бригадным генералом Менгисту Ныуай, и его братом Гырмаме Ныуай. После подавления переворота, Хайле Селассие I объявил, что императорская гвардия, принимавшая участие в восстании, не будет распущена. «Я уверен, что эти люди были обмануты своими офицерами», — сказал монарх.
К 1961 году Кебур Забанга насчитывала уже девять батальонов. В 1969 году в её рядах состояло около 7 000 человек. В 1974 году командующим был назначен генерал-майор Тафесса Лемма.
После свержения Хайле Селассие и ликвидации монархии в Эфиопии пришедший к власти в 1975 году Временный военно-административный совет принял решение о роспуске Кебур Забанги.